# 巴扎尔萨德·扎尔嘎勒赛汗
巴扎尔萨德·扎尔嘎勒赛汗（1959年8月20日—）蒙古族，蒙古乌兰巴托市人，蒙古国政治人物。

## 生平
1959年8月20日，扎尔嘎勒赛汗生于乌兰巴托市。1977年毕业于首都第23中学。1982年毕业于苏联伊尔库茨克市综合技术大学太空物理专业。通晓英语、俄语。
1982年至1984年，扎尔嘎勒赛汗任“戈壁”（Gobi）公司职员，该公司经营开司米。1984年至1988年经商，进口奢侈品。1988年至1989年，任“布扬”合作社经理。1989年至2004年，任“布扬”公司经理，该公司经营开司米。
1992年3月，扎尔嘎勒赛汗创建蒙古资本家党（Mongolian Capitalists' Party，简称MCP）。1997年2月，该党更名为蒙古共和党（Mongolian Republican Party，简称MRP）。1996年，在乌兰巴托第57（Songinokhairkhan）选区竞选国家大呼拉尔委员失败。2000年，在乌兰巴托第70（Songinokhairkhan）选区竞选国家大呼拉尔委员再度失败。2002年2月，蒙古共和党同公民意志党合并，成立公民意志共和党（Civil Courage-Republican Party，简称CCRP），扎尔嘎勒赛汗被选为这个新党的副领导人。但是，他同该党领导人桑加苏伦·奥云吵翻，并于2004年重组共和党（Republican Party，简称RP），任共和党主席。
2004年7月，扎尔嘎勒赛汗在乌兰巴托第70（Songinokhairkhan）选区赢得了该选区唯一一个席位，当选为国家大呼拉尔委员。2005年5月，扎尔嘎勒赛汗参加蒙古国总统竞选但失败。2006年1月28日被任命为工业和贸易部部长，任至2007年2月。
2007年12月，扎尔嘎勒赛汗被任命为蒙古国新政府成员、自然环境部部长。在2008年国家大呼拉尔选举中，他作为共和党候选人在乌兰巴托第26（Songinokhairkhan）选区失败。2008年7月乌兰巴托骚乱后，扎尔嘎勒赛汗因涉嫌煽动骚乱而被逮捕。

## 家庭
扎尔嘎勒赛汗已婚，有一子二女。